# TPS (magnetofon)
TPS (Tape Program System) – system wyszukiwania utworów na taśmie magnetycznej, popularny niegdyś w magnetofonach kasetowych. Obecny był w większości magnetofonów sterowanych za pomocą tzw. miękkiej mechaniki – Soft Touch (Full Logic). System działał w oparciu o przerwy w nagraniach na taśmie. Głowica czytająca taśmę przystawiona do niej podczas przewijania z dużą prędkością wychwytywała miejsce o małej głośności. Układy elektroniczne przełączały magnetofon na odtwarzanie w momencie znalezienia luki, cofając nieco taśmę do tego miejsca. Dla większości magnetofonów wyposażonych w TPS, do prawidłowego działania tej funkcji wystarczające są przerwy pomiędzy nagraniami trwające średnio 3 sekundy.

## Zalety TPS
- Bardzo szybkie wyszukiwanie nagrań na taśmach
- Możliwość przewinięcia taśmy o zadaną liczbę utworów wstecz lub do przodu (w niektórych magnetofonach)
- Możliwość realizowania w magnetofonie funkcji REPEAT / LOOP PLAYBACK i niektórych innych, znanych z odtwarzaczy kompaktowych.

## Wady TPS
- Szybsze zużycie taśm przy częstym korzystaniu z systemu
- System był mniej użyteczny w przypadku dużego zaszumienia taśmy (nagrania ze starych płyt winylowych itp.) oraz w przypadku nagrań koncertowych (brak ciszy między utworami)
- System nie mógł działać poprawnie w przypadku audycji mówionych oraz przy wyszukiwaniu utworów zawierających przerwy lub miejsca o mniejszej dynamice.